# 西四区 (北京市)
西四区，北京市已撤销的市辖区。1952年由北京市第四区和第五区部分合置。在今北京市区西部。因西四牌楼（简称西四）在本区，故名。1958年撤销，与西单区合并为西城区。
| 前任： 北京市第四区         | 北京市西四区 (1952–1958) | 繼任： 北京市西城区 (1958–2010) |
| 前任： 北京市第五区局部地区 | 北京市西四区 (1952–1958) | 繼任： 北京市西城区 (1958–2010) |